# Margate
Margate este un oraș în comitatul Kent, regiunea South East, Anglia. Orașul se află în districtul Thanet a cărui reședință este.

## Orașe înfrățite
- Ialta, Ucraina
- Idar-Oberstein, Germania